# Thomas Hicks (bobsleigh)
Pour les articles homonymes, voir Thomas Hicks.
Thomas A. Hicks, né le 1er juin 1918 à Lyon Mountain et mort le 14 avril 1992 à Essex, est un bobeur américain.

## Biographie
Thomas Hicks participe aux Jeux olympiques de 1948 à Saint-Moritz. Il remporte la médaille de bronze en bob à quatre avec ses coéquipiers américains James Bickford, Donald Dupree et William Dupree.

## Palmarès

### Jeux Olympiques
- : médaillé de bronze en bob à 4 aux JO 1948.